# Ilai I.
Ilai I. oder Ilai der Ältere war ein Tannait der dritten Generation. Er war der Vater des wichtigen Mischnalehrers Jehuda ben Ilai und wirkte wahrscheinlich in der Zeit der hadrianischen Verfolgung um 135.
Ilai war ein Schüler von Elieser ben Hyrkanos und Gamaliel II. 
Er wurde einmal in der Mischna und sechsmal in der Tosefta erwähnt.